# Långstjärtsduva
Långstjärtsduva (Oena capensis) är en mycket liten men långstjärtad duva. Den förekommer huvudsakligen i Afrika, inklusive Madagaskar, men även på Arabiska halvön samt fåtaligt i södra i Israel och södra Jordanien. Arten är vida spridd och ökar i antal.

## Utseende
Långstjärtsduvan är en endast sparvstor duva, 22 centimeter lång men där en stor del består av den mycket långa avsmalnade svarta stjärten. Både storlek och form leder tanken till undulat. Fjäderdräkten är huvudsakligen grå bortsett från den vita buken och kastanjebruna vingpennor som syns i flykten. Hanen har en gul och röd näbb samt svart ansikte, strupe och bröst. Honan saknar hanens svarta och näbben är helröd.

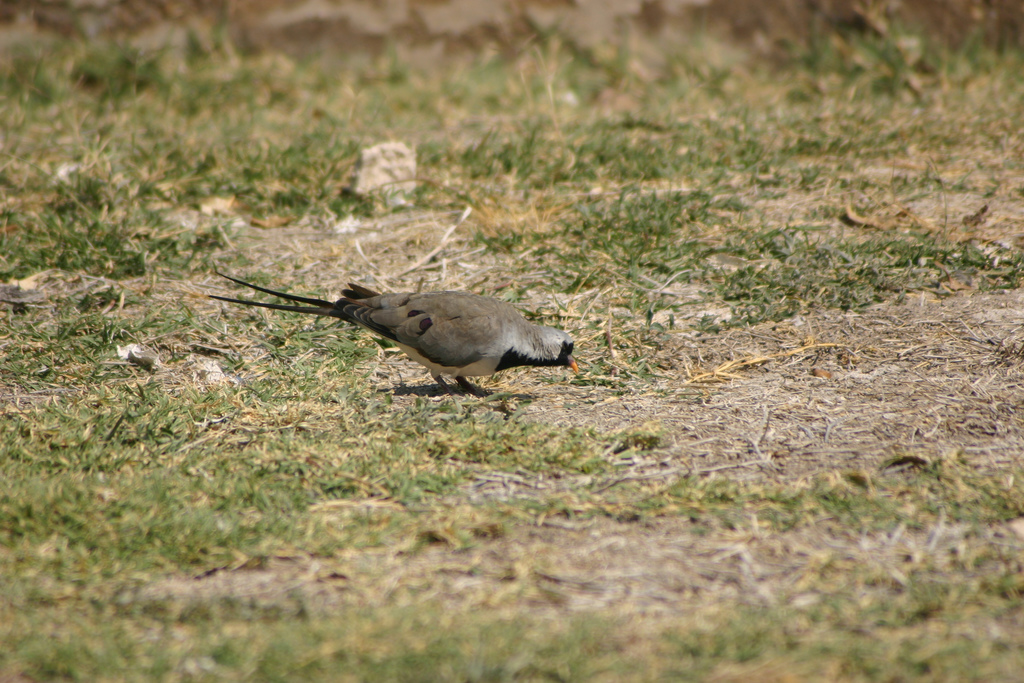

## Läte
Långstjärtsduvan är relativt tystlåten. Sången är buktalaraktig och klagande i tonen, ett utdraget dovt hoande som ökar i tonhöjd och styrka. Det inleds och avslutas med en kort ton: "hu-huuoooooo-hu".

## Utbredning och systematik
Långstjärtsduvan förekommer i Afrika söder om Sahara, västerut vidare till Arabiska halvön samt på Madagaskar. Den delas in i två underarter med följande utbredning:
- Oena capensis capensis – förekommer i Afrika söder om Sahara, på Sokotra samt Arabiska halvön; även södra Israel och sydvästra Jordanien[5]
- Oena capensis aliena – förekommer på Madagaskar

Arten ses också regelbundet i Irak där den även häckat samt nyligen i Syrien.  Tillfälligt har den påträffats på Cypern samt i Iran, Kap Verdeöarna, Libanon och Turkiet.

### Släkte och släktskap
Fågeln placeras som enda art i släktet Oena, närmast släkt med brunduvor, smaragdduvor och fläckduvor.

## Ekologi
Långstjärtsduvan trivs i buskmarker nära ökenområden med akacia. Den rör sig mest på marken och lever nästan uteslutande av frön, från örter, gräs eller säv. Den påträffas oftast enstaka eller i par, men ses i större samlingar vid vattenhål. Fågeln bygger ett bo av kvistar i en buske där den lägger två vita ägg som ruvas i 16 dagar av honan på natten och tidig morgon och hanen övrig tid.

## Status och hot
Arten har ett stort utbredningsområde och en stor population, och tros öka i antal. Utifrån dessa kriterier kategoriserar IUCN arten som livskraftig (LC). Världspopulationen har inte uppskattats men den beskrivs som vanlig eller mycket vanlig.